# 45 mm автоматична установка 62-К
45 mm автоматична установка 62-К е съветска корабна зенитна артилерийска установка калибър 45 mm.

## История на проектирането
Проектирането на установката започва през 1938 г. в завода „Калинин“. При проектирането за образец е взет 45 mm полеви автомат 49-К (люлеещата се част на автомата 62-К почти не се отличава от прототипа). Първият опитен образец на установката е завършен от завод № 8 в края на 1938 г., а през януари-февруари 1939 г. преминава заводските изпитания на Софринския полигон. В периода от 22 март до 28 април 1939 г. установката 62-К преминава полигонни изпитания на НИМАП, а на 11 април на следващата година проекта е утвърден за разработка на работни чертежи и произвидство на опитен образец.
В процеса на изпитанията е констатирана ниската живучест на ствола. Едновременно възниква спора между конструкторите и поръчителя – флота – за марката барут, тъй като заряда от 0,51 kg марка 7/7 не дава щатната начална скорост от 960 m/s. Моряците не са съгласни да използват друга марка барут, а изискват увеличаване на налягането в канала на ствола, за което последният трябва да се укрепи. Комисията препоръчва да се проведат корабни изпитания на установки и в случай на положителни резултати тя да се приеме на въоръжение.
След края на полигонните изпитания на установката последва решението за прекратяване на последващите работи по нея: основната причина за това е решението на ГАУ за прекратяване на работите над полевите 45 mm зенитни автомати (в т.ч. и 49-К).

## Конструкция
Автоматичната установка е монтирана на опора, закрепена към палубата, допълнително към установката е проектиран преходник, който позволява монтирането на установката към основата на 76 mm зенитно оръдие образец 1914/1915 година, система Лендер (при това линията на огъня на автомата 62-К нараства с 60 mm). Насочването на установката е ръчно, охлаждането на ствола е въздушно.
Ствола представлява свободна тръба, монтирана в къс кожух. Казенника е навинтен, с вертикално клиновидно гнездо. Клина е вертикално падащ. Работата на автоматиката е за сметка на енергията на отката.